# Shūmatsu no Izetta
Shūmatsu no Izetta (終末のイゼッタ, litt. « Izetta de la Fin ») est une série télévisée d'animation japonaise de 2016.
Le projet a été annoncé par l'ouverture d'un site officiel et d'une vidéo le 10 juin 2016.
La série, produite par Ajia-do Animation Works et réalisée par Masaya Fujimori, a été diffusée pour la première fois entre octobre et décembre 2016,,,.

## Intrigue
Le monde dans lequel se déroule la série est très similaire à l'Europe à l'époque de la Seconde Guerre mondiale, avec seulement  des noms de lieux et de pays différents. La situation géopolitique est quasi identique au monde réel, mais des éléments fantastiques tels que les sorcières et la magie sont incorporés et forment une partie des composantes essentielles de l'histoire.
En 1939, l'empire de Germania (IIIe Reich), dans sa quête de la domination de l'Europe, commence l'invasion de son pays voisin Livonia (Pologne), ce qui va mener ainsi au début des hostilités à travers tout le continent. L'année suivante, Germania se prépare contre un pays des Alpes qu'il visait, la principauté d'Eylstadt.
La princesse de la principauté, Finé, s'est déplacée secrètement vers Vestalia, un pays voisin, pour y rencontrer un dignitaire de Britannia, royaume hostile à Germania, afin d'y obtenir une coopération contre l'empire menaçant. Malheureusement, les pourparlers sont rompus et en cause, Germania a commencé l'invasion d'Eylstadt. Des agents de Germania se sont également précipités à l'endroit de réunion où ils finiront par capturer la princesse Finé. À bord de l'avion qui les mène à Neue Berlin, capitale de l'empire de Germania, Finé trouve et ouvre brusquement une mystérieuse capsule qui contenait à l'intérieur une jeune fille, Izetta. Celle-ci se réveille et détruit l'avion, tout en réussissant à sauver la princesse.

## Personnages

### Personnages principaux
Izetta (イゼッタ, Izetta)
Voix japonaise : Himika Akaneya,
Izetta, âgée de 15 ans, est le personnage principal et rôle-titre. Elle a rencontré la princesse Finé lorsqu'elles étaient enfants, et elle est la dernière descendante connue de la « Weisse Hexe » d'Eylstadt. Avant le début de la série, elle a tenté de garder son héritage de sorcière en secret en parcourant différents pays avec sa grand-mère, ce qui l'a rendue timide et complexée. Avec le déclenchement de la guerre, elle se consacre à la protection de Finé et Eylstadt, rompant ainsi son tabou de ne pas utiliser ses pouvoirs pour intervenir avec le destin de l'humanité. Les pouvoirs magiques d'Izetta comprennent l'animation et l'amélioration des objets en armes destructeurs de tanks. Ils dépendent cependant énormément de la présence des lignes magiques dans la terre qui, en fonction de son emplacement actuel, limitent la fréquence auquel elle peut employer sa magie. Elle est habituellement vue montée sur un fusil anti-char modifié à la place d'un balai, bien qu'elle puisse utiliser n'importe quel objet en forme de tige, comme les lances de cavalerie médiévales, comme substituts.
Ortfiné « Finé » Fredericka von Eylstadt (オルトフィーネ・"フィーネ"・フリーレリカ・フォン・エイルシュタット, Orutofiine “Fiine” Furederika fon Eirushutatto)
Voix japonaise : Saori Hayami,
Finé est la seule princesse héritière du trône d'Eylstadt. Assez garçon manqué, gentille et forte, elle est très aimée par son peuple et est forcée de prendre le contrôle de la défense de son pays quand son père meurt de maladie peu de temps après le début de l'invasion d'Elystadt par Germania. Finé et Izetta se sont rencontrés pendant leur enfance, mais au lieu d'en être effrayée, Finé est venue admirer les pouvoirs magiques d'Izetta et est devenue son amie la plus proche ; elle a même une fois protégé Izetta contre une foule paysanne qui l'a accusée d'avoir mis un hangar en feu. En raison de son affection pour elle, et du rôle de son ancêtre dans la mort de l'originale Weisse Hexe, elle hésite à envoyer Izetta dans la bataille, craignant pour sa sécurité.

### Eylstadt
Eylstadt est une petite principauté alpine dont la capitale est Landsbruck (orthographe allemande actuelle : Landsbrück). L'emplacement du pays est basé sur ce qu'est, de nos jours, l'Autriche occidentale composée des lands du Tyrol et du Vorarlberg, et sa capitale est basée sur Innsbruck. La devise sur son drapeau national est « Je suis vaillant et pieux » (en allemand : "Ich bin tapfer und bin fromm"). Leur équipement militaire est basé en grande partie sur celle de l'armée française de la période de l'entre-deux-guerres. Germania a l'intention de conquérir Eylstadt simplement pour ouvrir une route plus courte à leur allié, la Fédération Romulus, permettant une invasion commune de la Méditerranée et de l'Afrique.
Rudolf (ルドルフ, Rudorufu)
Voix japonaise : Toshiyuki Morikawa,
L'archiduc d'Eylstadt, qui est décédé d'une maladie peu de temps après que l'invasion de Germania ait commencé, obligeant sa fille à assumer le trône à sa place.
Sieghard Müller (ジークハート ミューラ, Jiikuhāto Mūra)
Voix japonaise : Hiroki Takahashi,
Sieghart « Sieg » Müller est conseiller au palais de Duchal et membre d'une famille qui a servi la famille Duchal depuis des générations. Il est responsable des opérations de renseignement et de contre-espionnage de la principauté. Lorsque Jonas découvre le secret des limites d'Izetta dans ses pouvoirs, il le tue au nom de la raison d'État, mais est hanté par son acte. Pour cette raison, Müller perd sa vie dans l'épisode final face à un jeune soldat germanien qu'il a confondu avec Jonas.
Bianca (ビアンカ, Bianka)
Voix japonaise : Aya Uchida,
Bianca est chef de la Garde Royale d'Eylstadt et garde du corps de la princesse Finé. Au départ méfiante d'Izetta, elle vient la soigner autant que pour Finé une fois convaincue de la sincérité d'Izetta.
Lotte (ロッテ, Rotte)
Voix japonaise : Nao Tōyama,
Lotte est une domestique énergique et heureuse dans le palais de Duchal et elle a reçu l'ordre de la princesse Finé d'être au service d'Izetta. Pendant son travail au palais, elle porte un pouf attaché à son dos pour faciliter son travail avec des personnes plus grandes. Sa famille possède une auberge dans l'ancienne capitale d'Eylstadt, où se trouve le château de la Weisse Hexe.
Elvira Friedmann (エルヴィラ フリードマン, Eruvuira Furiidoman)
Voix japonaise : Kana Hanazawa,
Elvira est la tutrice personnelle de la princesse Finé et une ancienne journaliste de plusieurs journaux et stations de radio aux États-Unis d'Atlanta. Sur la suggestion de Müller, elle est engagée par la princesse pour devenir l'annonciatrice publique d'Izetta afin d'améliorer le moral d'Eylstadt.
General Schneider (シュナイーダ, Shunaiida)
Voix japonaise : Kōzō Shioya
Le commandant suprême des forces militaires d'Eylstadt.
Warmer (ヴァルマー, Vuarumā)
Voix japonaise : Ryunosuke Watanuki
Premier ministre de Finé et l'un de ses principaux conseillers.
Hans Obermayer (ハンス オベルマヤ, Hansu Oberumaia)
Voix japonaise : Kenn,
Hans est le chef de la garnison de la forteresse Schweizen d'Eylstadt. Après la chute de la forteresse au début de l'invasion de Germania, et de son aide subséquente à Finé et Izetta lors de leur fuite face aux sbires de Berkman, il est devenu une personne de confiance du cercle intérieur de Finé.
Koontz (シュナイーダ, Kōntsu)
Voix japonaise : Shinya Takahashi
Un espion d'embauche qui est souvent employé par Müller pour des opérations secrètes au service de la famille Archduchal.
Jonas Gallea (ヨナス ガレラ, Ionasu Garera)
Voix japonaise : Hiroyuki Endo
Un jeune soldat aux lunettes s'est récemment enrôlé dans l'armée d'Eylstadt, qui fait partie d'une grande famille avec un jeune frère et deux sœurs. Après avoir parlé par inadvertance d'une conversation sur la faiblesse d'Izetta, il est gravement blessé par l'espion allemand Lorenz pour le faire parler, et plus tard tué par Müller pour garder l'information secrète.
Tobias (トビアス, Tobiasu)
Voix japonaise : Junji Majima,
Tobias était l'un des gardes du corps de la princesse Finé qui l'accompagnait à Westria. Il a été abattu par Berkman alors qu'il essayait d'aider la princesse Finé à s'échapper d'un train.
Hermann (ヘルマン, Heruman)
Voix japonaise : Ryōtarō Okiayu,
Un des gardes du corps de la princesse Finé qui l'accompagnait à Westria. Il est abattu par des commandos secrets de Germania pendant la capture de Finé dans le premier épisode.
Weisse Hexe (ヴァイス ヘクセ, Vaisu Hekuse) ou Shiroki Majo (白き 魔女)
La Weisse Hexe (allemand pour « Sorcière blanche ») est la protectrice légendaire d'Eylstadt dans un passé lointain. Elle et un prince d'Eylstadt se sont rencontrés et sont tombés amoureux; mais brièvement avant de mourir, le prince, en craignant que l'histoire de la sorcière puisse atteindre l'Église et que cela met son royaume en danger d'être accusé d'hérésie, ordonna avec son dernier souffle à ce qu'on la vende à l'Inquisition et de l'envoyer au bûcher. Toutefois, en utilisant un échantillon de cellules récupéré de ses restes, la 9e Division de conception d'armes de Germania l'a clonée pour devenir l'arme magique de conquête de Germania, Sophie en est le résultat.

### Germania
Germania est un puissant pays militaire basé sur l'Allemagne nazie, bien qu'il soit représenté comme un empire monarchique semblable à l'Empire allemand d'avant-guerre. Sa capitale porte le nom de Neu-Berlin, et son apparence est inspirée des dessins d'Albert Speer pour la nouvelle « Capitale mondiale Germania » d'Hitler. Son étendard militaire est une Balkenkreuz décalée en diagonale avec une petite lame de dague remplaçant l'un de ses bras.
Arnold Berkmann (アーノルド ベルクマン, Ānorudo Berukuman)
Voix japonaise : Junichi Suwabe,
Astucieusement rusé et superbe analyste, Berkmann est un commandant (plus tard promu au grade de lieutenant-colonel) de l'unité spéciale de Germania. Alors qu'il semble servir son pays fidèlement à la surface, il est en fait une personne cynique ne pensant qu'à sa survie et qui peut trahir ses siens pour atteindre son but. Après avoir été renvoyé du projet de sorcière allemande par Otto et a survécu à son utilité pour l'empereur, il vend volontiers ses connaissances aux Eylstadtiens. Après la fin de la guerre, il est vu pour la dernière fois se vendre lui-même et les secrets de la 9e Division de conception aux États-Unis d'Atlanta.
Sophie (ゾフィー, Zofii)
Voix japonaise : Sora Amamiya
Un clone de la Weisse Hexe originale créé par la 9e Division de conception d'armes. Né sans son âme, Sophie dépendait du sang d'Izetta pour réveiller sa conscience. Aigri par la trahison dont elle a souffert sous les anciens Eylstadtiens, elle est devenue l'outil volontaire de l'empereur dans la quête de la domination mondiale en échange d'être autorisée à détruire tout Eylstadt personnellement. Elle utilise la moitié d'une pierre magique qui draine et concentre la magie de la terre, mais au prix de drainer la force vitale de leur utilisateur, comme son arme principale. Elle meurt quand Izetta concentre toute la puissance magique du monde en un gigantesque coup d'énergie, en tentant de faire la même chose elle se surexploita, la rendant trop faible pour survivre.
Rickert Bisterfelt (リッケルト ビスタフェルト, Rikkeruto Bisutaferuto)
Voix japonaise : Natsuki Hanae,
Un second lieutenant dans l'unité spéciale de Berkmann, Rickert est son bras droit et le jeune héritier d'une famille noble qui a décidé de faire sa propre voie dans le monde. Avec l'aide de l'espion allemand Lorenz, il infiltre le château de l'ancienne capitale d'Eylstadt pour découvrir la salle secrète de la Weisse Hexe, mais il est tué par Bianca après avoir été découvert.
Otto (オットー, Ottō)
Voix japonaise : Kōichi Yamadera,
Le chef capricieux et mégalomane de Germania, basé à la fois sur Adolf Hitler et Guillaume II. Contrairement à la plupart de ses pairs, il croit que les sorcières existent et depuis que l'existence réelle de la Weisse Hexe a été prouvée, il a l'intention d'utiliser leurs pouvoirs dans sa tentative de conquête mondiale. Il se suicide dans son bunker sous le Palais Impérial fin 1941, brièvement avant la chute de Neu-Berlin contre les Alliés.
Elliot (エリオット, Eriotto)
Voix japonaise : Daisuke Hirakawa,
Elliot est le principal conseiller souvent ignoré de l'empereur.
Basler (バスラー, Basurā)
Voix japonaise : Yoshimasa Hosoya,
Un capitaine de l'armée de l'air de Germania et un pilote hors pair dont l'escadron a été anéanti par Izetta lors de son premier sauvetage de Finé, et à qui il cherche à régler son compte pour effacer cette tache sur sa fierté. Il dirige une force opérationnelle germanienne pour intercepter Finé avant qu'elle puisse se joindre à une conférence de capitulation dirigée par les Allemands, mais il est incapable d'empêcher Berkmann, qu'il accuse d'être un traître, de désertion. Fidèle à son pays jusqu'à la fin, il part avec son avion dans les derniers jours de la guerre à une probable dernière mission suicide.
Elisabeth (エリザベート, Erisabēto)
Voix japonaise : Kikuko Inoue
Une femme officier de haut rang et chef de la 9e Division de la Conception d'Arsenal de la Technologie Impériale.
Lorenz (ローレンツ, Rōrentsu)
Voix japonaise : Shuusaku Shirakawa
Un capitaine et un espion allemand qui s'est infiltré dans l'armée d'Eylstadt et prenant connaissance de Jonas a découvert la faiblesse d'Izetta. Il est plus tard tué par la Garde Royale après que lui et Rickert se sont infiltrés dans le château qui contenaient les secrets de la Weisse Hexe. (Note : dans les traductions en anglais, son nom est écrit sous sa forme anglicisée Laurence).
Görtz (ゲルツ, Gerutsu)
Voix japonaise : Kōji Yusa,
Officier et chef d'une équipe spéciale de Germania chargée d'amener Finé et Izetta à Neu-Berlin au début de la série. Il est tué lorsque Izetta se réveille de sa biostase et que sa magie déchire en deux l'avion dans lequel ils sont.

### Autres
Lord Redford (レッドフォード, Reddofōdo)
Voix japonaise : Mitsuaki Hoshino
Le ministre des Affaires étrangères de Britannia qui est favorable à la cause d'Eylstadt.
La grand-mère d'Izetta (イゼッタの祖母, Izetta no sobo)
Voix japonaise : Hirano Fumi
La grand-mère et la tutrice d'Izetta dans les arts magiques. Elle est morte à un moment indéterminé avant le début de la série, mais apparaît plusieurs fois dans les flash-back chaque fois que Izetta se souvient de ses leçons.

## Production
La production de la série a été annoncée le 24 juin 2016; le personnel et le casting sont également annoncés le 2 septembre de la même année. La série a été diffusée pour la première fois entre le 1er octobre et le 17 décembre 2016 sur AT-X, Tokyo MX et un peu plus tard sur BS11 et SUN. Crunchyroll diffuse la série en simulcast dans le monde entier, excepté en Asie. La série est composée de 12 épisodes.
Le générique d'introduction est Cross the Line par Akino avec les bless4 et le générique de fin est Hikaru Aru Basho e (光ある場所へ, litt. « À un endroit avec de la lumière ») chanté par May'n,.

## Liste des épisodes
| No | Titre français                   | Titre japonais                                       | Titre japonais         | Date de 1re diffusion |
| No | Titre français                   | Kanji                                                | Rōmaji                 | Date de 1re diffusion |
| -- | -------------------------------- | ---------------------------------------------------- | ---------------------- | --------------------- |
| 1  | Le Début du combat               | たたかいのはじまり。(Der Anfang der Schlacht)        | Tatakai no hajimari.   | 1er octobre 2016      |
| 2  | Cicatrice et coups de feu        | 傷跡と、銃声と (Mit Narben und Schüssen)             | Kizuato to, jūsei to   | 8 octobre 2016        |
| 3  | L'Épée des cieux                 | 天翔ける剣 (Das Schwert des Himmels)                 | Amakakeru tsurugi      | 15 octobre 2016       |
| 4  | Le Secret de la sorcière         | 魔女の秘密 (Das Geheimnis der Hexe)                  | Majo no himitsu        | 22 novembre 2016      |
| 5  | Le Faux Miracle                  | いつわりの奇跡 (Das falsche Wunder)                  | Itsuwari no kiseki     | 29 novembre 2016      |
| 6  | Un jour paisible                 | 穏やかな日々に･･ (An einem ruhigen Tag…)             | Odayakana hibi ni..    | 5 novembre 2016       |
| 7  | La Bataille navale de Sognefjord | ソグネフィヨルド海戦 (Die Seeschlacht im Sognefjord) | Sogunefyordo kaise     | 12 novembre 2016      |
| 8  | Le Conte de fées cruel           | 残酷なおとぎばなし (Das grausame Märchen)            | Zankokuna otogibanashi | 19 décembre 2016      |
| 9  | Le couloir de Sellun brûle       | ゼルン回廊、燃ゆ (Der Sellun-Korridor brennt nieder) | Zerun kairō moe        | 26 décembre 2016      |
| 10 | Le Courroux de la sorcière       | 魔女の鉄槌 (Der eiserne Hammer der Hexe)             | Majo no tettsui        | 3 décembre 2016       |
| 11 | Finé                             | フィーネ (Finé)                                      | Fiine                  | 10 décembre 2016      |
| 12 | Izetta                           | イゼッタ (Izetta)                                    | Izetta                 | 17 décembre 2016      |